# 法伝橋
法伝橋（ほうでんばし）は、岐阜県郡上市の長良川にかかる国道256号の橋。現在の橋は2代目であり、初代は南側に隣接して橋台の遺構として現存している。